# Central (Hong Kong)

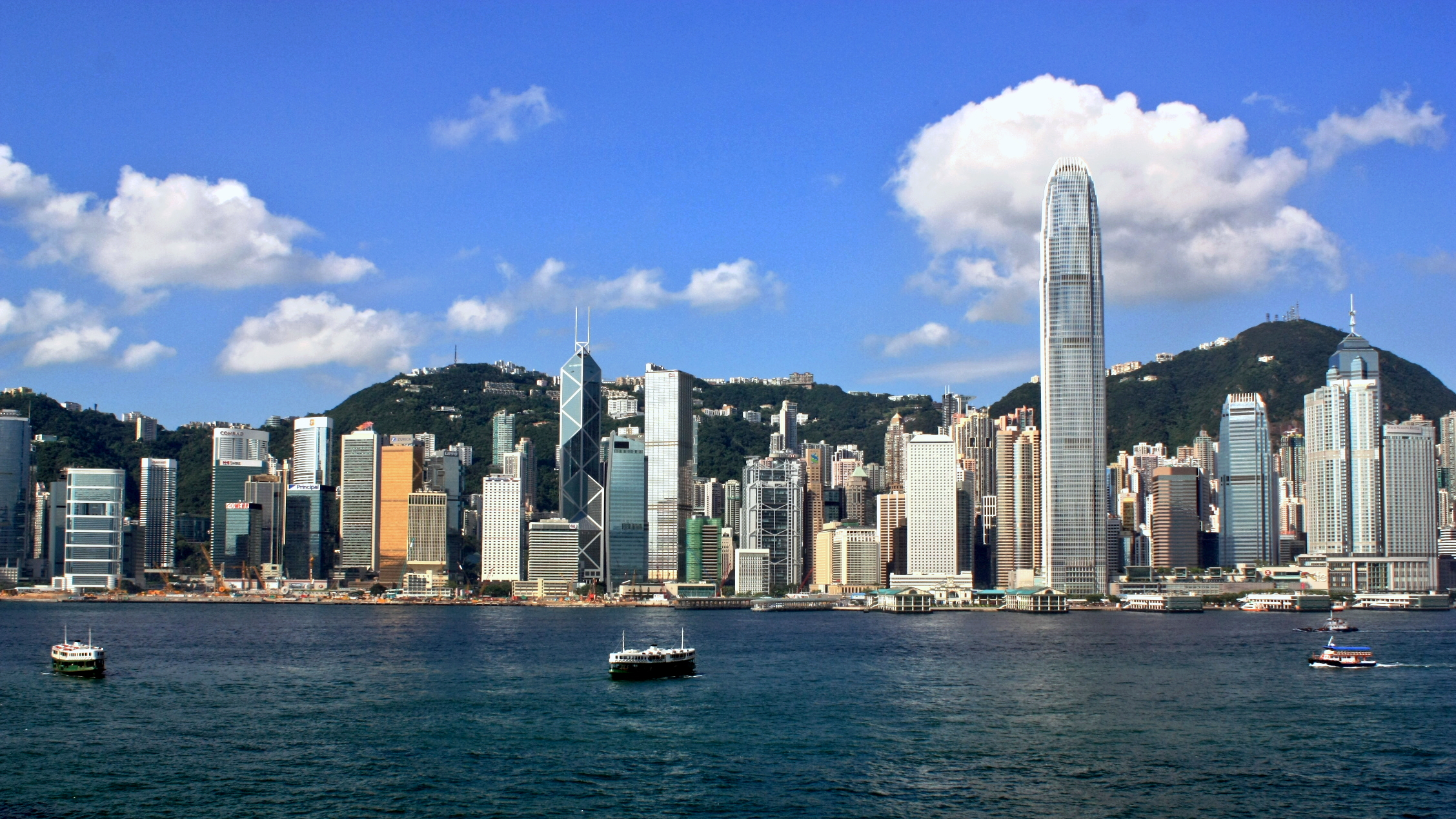
Isla de Hong Kong

El Distrito Central (en chino: 中环, pinyin: Zhōnghuán , en inglés: Central District, literalmente: anillo central) es el distrito financiero de Hong Kong. Se ubica en el distrito Central y Oeste, al norte de la Isla de Hong Kong, en Hong Kong, en la República Popular China. Ocupa la zona que en otro tiempo fue el corazón de la antigua ciudad Victoria.
Como cualquier distrito financiero, es la sede de muchas multinacionales, tanto públicas, como privadas, mixtas, como el Bank of China. La zona, dada su proximidad al puerto de Victoria, ha servido como centro de las actividades comerciales y financieras desde el primer momento de la época colonial británica en 1841, y continúa floreciendo y sirviendo como centro administrativo después de la transferencia de Hong Kong a China en 1997.
El área de Wan Chong (中 环), fue uno de los distritos (四环九约) de la ciudad de Victoria. El nombre "Central" en inglés se fue haciendo común para la estación del metro a principios de la década de 1980. En los mapas antiguos la zona se llamaba Kwan Tai Lo(群 带路), por estar bajo la Cumbre Victoria.

## Sedes
Muchas empresas tienen una sede aquí, ya sea principal o secundaria, de peso económico en la región.
- Bank of China.
- HSBC.
- Bank of East Asia.
- Banco Hang Seng.
- Cathay Pacific.
- Aeropuerto Internacional de Hong Kong.
- The Center.
- Meriton Capital Ltd. (Valencia CF).
- Entre otros.